# Lynn R. Sykes
Lynn Ray Sykes (* 16. April 1937 in Pittsburgh, Pennsylvania) ist ein US-amerikanischer Geologe und Geophysiker, der in der frühen Phase der Durchsetzung der Plattentektonik in den 1960er Jahren wichtige Beiträge lieferte.
Sykes ging nahe Washington, D.C. zur Schule und studierte Geologie und Geophysik am Massachusetts Institute of Technology mit dem Master-Abschluss 1960. Danach ging er an die Columbia University, an der er 1965 bei Jack Oliver in Geologie promoviert wurde (The propagation of short-period seismic surface waves across oceanic areas). Danach war er am Lamont-Doherty Earth Observatory der Columbia University, wo er Higgins Professor for Earth and Environmental Sciences wurde.
Er befasst sich mit Erdbeben-Entstehung (zum Beispiel im Rahmen von Platten-Subduktion) und Vorhersage und seismische Verifizierung von Kernwaffen-Test-Stopps. 1974 war er Mitglied der US-Delegation, die das Teststopp-Abkommen verhandelte, und er wurde dazu mehrfach als Experte vor dem Kongress gehört. In den 1960er Jahren waren seine Untersuchungen (teilweise mit seinem Lehrer Jack Oliver) über die Lokalisierung von Erdbebenherden und der Interpretation durch die Plattentektonik eine wichtige Stütze der Plattentektonik.
Er ist Mitglied der National Academy of Sciences und der American Academy of Arts and Sciences, der American Geophysical Union, der Geological Society of America, der Geological Society of London (Honorary Fellow) und der American Association for the Advancement of Science.
2000 erhielt er den Vetlesen-Preis. Er war Sloan und Guggenheim Fellow, erhielt die James B. Macelwane Medaille und die Walter H. Bucher Medal der American Geophysical Union und die Medaille der Seismological Society of America. Für seine Arbeiten zu Kernwaffentest-Stopps erhielt er 1986 den Public Service Award der Federation of American Scientists.